# Lepiku (Emmaste)
Lepiku est un village de la commune de Emmaste du Comté de Hiiu en Estonie.
Au 31 décembre 2011, il compte 26 habitants.